# تلات المتي (تكيدر)
تلات المتي هو دُوَّار يقع بجماعة أداسيل، إقليم شيشاوة، جهة مراكش آسفي في المملكة المغربية. ينتمي الدوّار لمشيخة تكيدر التي تضم 10 دواوير. يقدر عدد سكانه بـ 154 نسمة حسب الإحصاء الرسمي للسكان والسكنى لسنة 2004.

## روابط خارجية
- البوابة الوطنية للجماعات الترابية نسخة محفوظة 12 مارس 2018 على موقع واي باك مشين.
- المندوبية السامية للتخطيط